# Heubach
Heubach ist eine Stadt im Ostalbkreis in Baden-Württemberg. Sie gehört zur Region Ostwürttemberg und zur Randzone der Metropolregion Stuttgart.

## Geographie

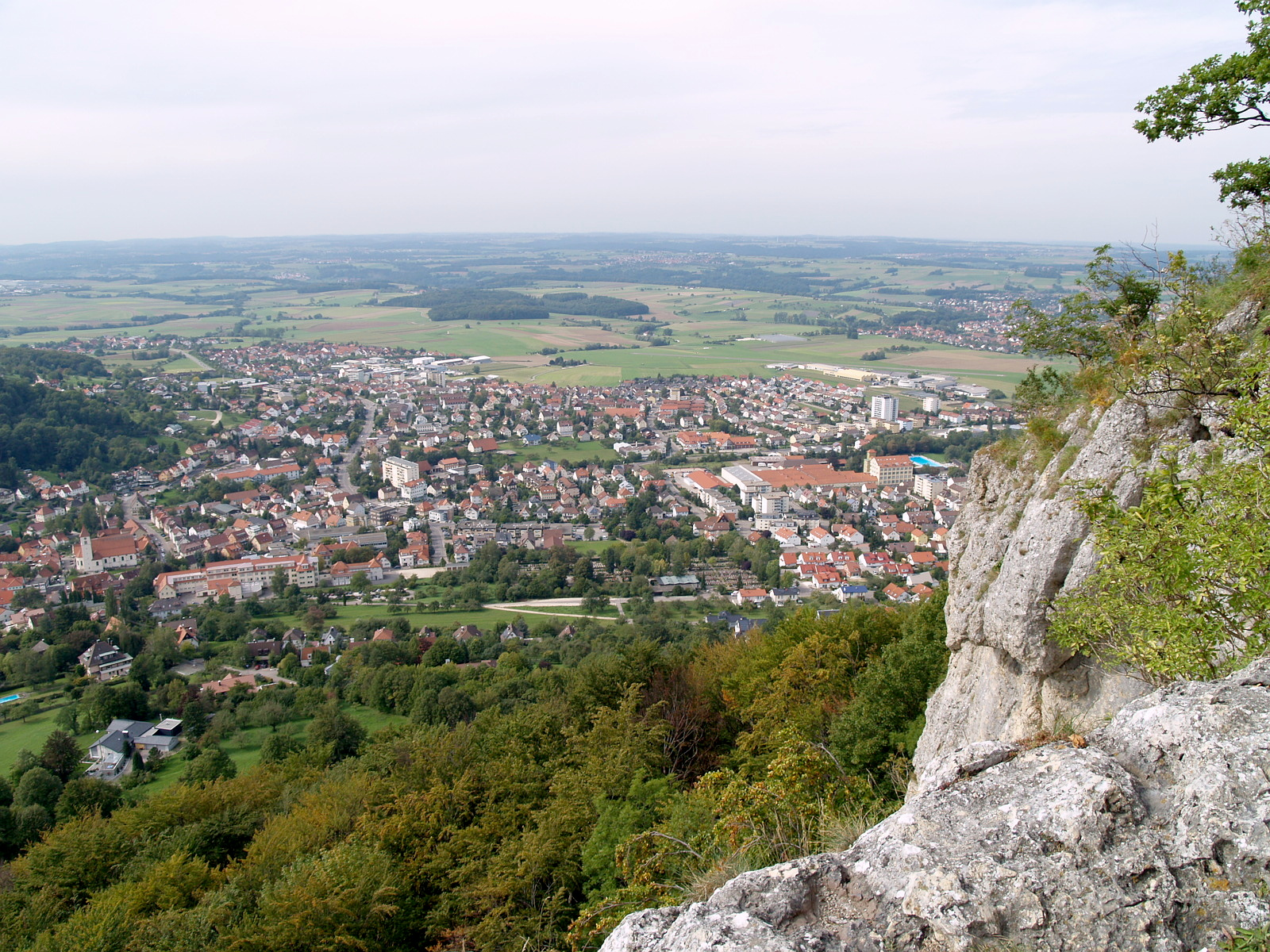
Heubach vom Rosenstein aus gesehen

### Geographische Lage
Heubach liegt am Rande des Remstals und am Fuße des Rosensteins (Schwäbische Alb), zwischen Schwäbisch Gmünd und Aalen. Der Klotzbach durchquert Heubach von Süd nach Nord.
Die Stadt grenzt im Norden an Böbingen an der Rems und Mögglingen, im Osten an Essingen, im Süden an Bartholomä und im Westen an die Stadt Schwäbisch Gmünd.

### Stadtgliederung
Zur Stadt Heubach mit der ehemals selbstständigen Gemeinde Lautern gehören neben Heubach sechs weitere Dörfer, Höfe und Häuser. Zur Stadt Heubach in den Grenzen von 1970 gehören die Stadt Heubach, die Stadtteile Beuren und Buch und die Häuser Himmelreich und Jägerhaus sowie die abgegangene Ortschaft Eckelhofen. Zur ehemaligen Gemeinde Lautern gehören der Stadtteil Lautern und das Gehöft Ölmühle.

### Flächenaufteilung
Nach Daten des Statistischen Landesamtes, Stand 2014.

### Ortsteil Buch
Der Weiler Buch wurde am 6. Oktober 1356 erstmals urkundlich erwähnt. Bis zum 15. Jahrhundert erschienen in Buch als Grund- bzw. Ortsherren die Rechberger, Gmünder Bürger, das Hl.-Geist-Spital und das Augustinerkloster zu Gmünd, die Woellwarth und die Pfarrei St. Ulrich zu Heubach. 1528 einigten sich die Ortsherrschaften auf einen Vertrag ihre Rechte betreffend. Die 1519 errichtete Kapelle fiel dem Bau der Bucher Hauptstraße zum Opfer. Es wurde eine neue Kapelle erbaut, die einen reich gestalteten Flügelaltar von 1522 aus der alten Kapelle beherbergt. Das Dorfleben prägt die sehr aktive Sport- und Dorfgemeinschaft Buch, die in Eigenarbeit zusammen mit der Stadt Heubach im Jahr 1990 die multifunktionale Begegnungsstätte „Bucher Dorfschenke“ errichtete.

### Teilort Lautern
Der Teilort Lautern liegt eingebettet in die vorgelagerten Berge der Ostalb entlang der namensgebenden Lauter. Lautern ist mit seinen zwölf Gartenbaubetrieben und einer großen Baumschule als „Gärtnerdorf“ bekannt. Bis zur Gemeindereform 1971 war Lautern eine eigenständige Gemeinde. Ortsvorsteher ist Philipp Woditsch. In Lautern gibt es eine sehr aktive Dorfgemeinschaft mit vielen Vereinen und einer katholischen Kirchgemeinde. Besonders zu erwähnen ist hierbei die Jugendinitiative Lautern, kurz „JIL“. Der Verein erfreut sich überregionaler Bekanntheit und bietet diverse Freizeitaktivitäten an, die das Zusammenleben im Dorf fördern. Im Jahr 2012 wurde Lautern mit der Silbermedaille des Landeswettbewerbes „Unser Dorf hat Zukunft“ ausgezeichnet. Dies war der Anlass, sich in den darauffolgenden Jahren um eine weitere Entwicklung des Dorfes zu bemühen. Es wurden unter anderem der Verein „Älterwerden in Lautern“ gegründet sowie die Mehrzweckhalle erweitert und saniert. Diese Projekte und insbesondere die enge Zusammenarbeit innerhalb der Dorfgemeinschaft wurden im Jahre 2022 mit der Goldmedaille des Landeswettbewerbes „Unser Dorf hat Zukunft“ gewürdigt. Als einziges Dorf aus Baden-Württemberg wurde Lautern auch für die Bundesebene nominiert und erreichte dort im Jahre 2023 die Silbermedaille. Seit dem Jubiläum „650 Jahre Lautern“ im Jahr 1995 findet alle vier Jahre ein historischer Markt unter dem Motto „Lautern anno 1900“ statt, der jedes Mal ca. 20.000 Besucher anlockt.

## Geschichte

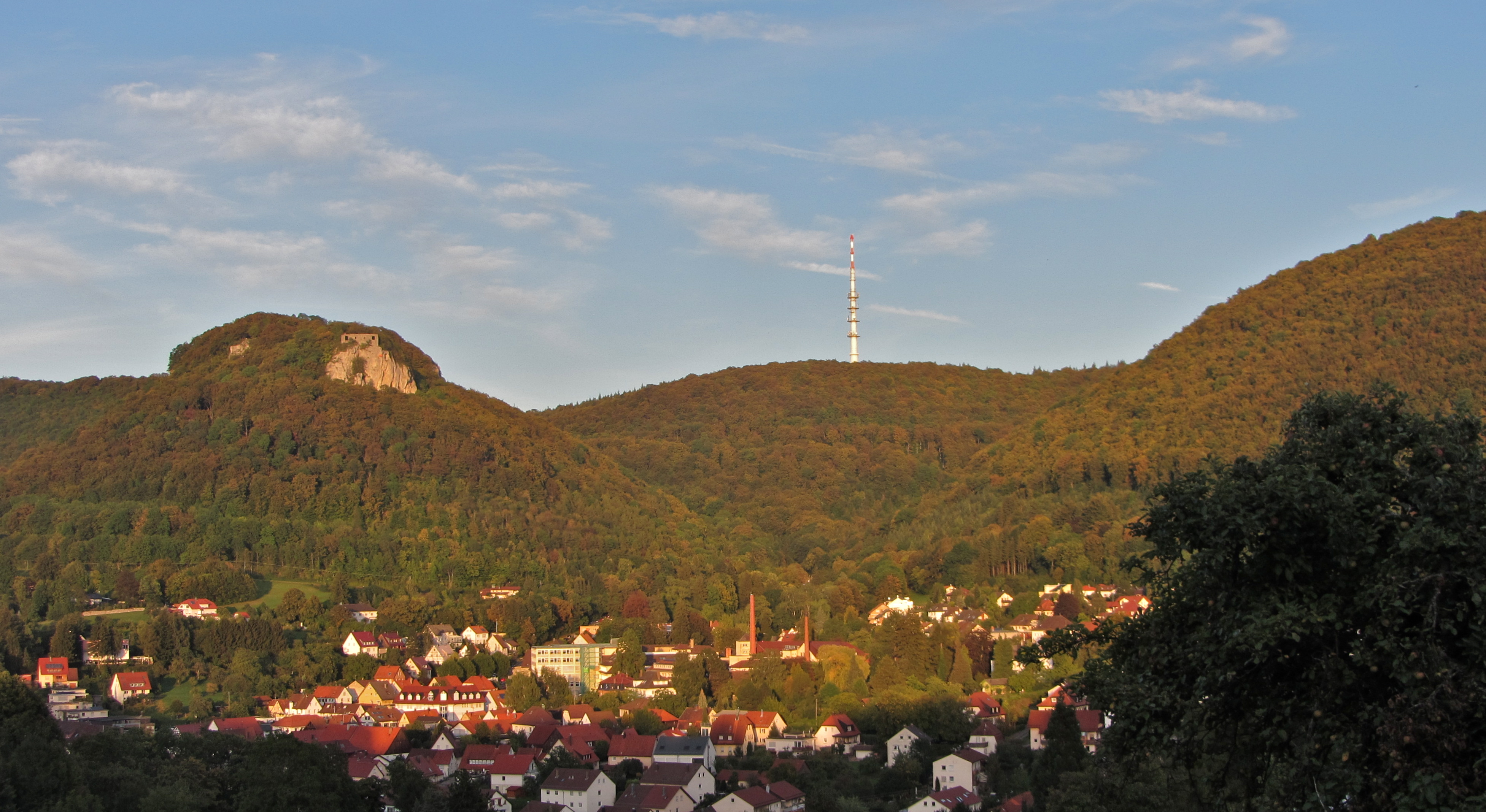
Burgruine Rosenstein über der Stadt Heubach

### Bis zum 16. Jahrhundert
Die ältesten Siedlungsspuren im Stadtgebiet von Heubach stammen aus dem späten 13. oder frühen 12. Jahrtausend vor Christus. Das Alter einer in der Höhle „Kleine Scheuer“ gefundenen Geschossspitze aus Knochen wurde auf 14.000 Jahre datiert. Damit ist Heubach die älteste nachgewiesene Siedlung im gesamten Ostalbkreis.

Keramikfunde, Ringwälle und Hügelgräber auf dem Rosenstein, Hoch- und Mittelberg deuten auf eine Besiedlung durch sesshaft gewordene Bevölkerungsteile zwischen 800 v. Chr. und 400 v. Chr. hin. Weitere Funde von Eisengeräten lassen die Wiederbenutzung der Wallanlagen auf dem Rosenstein als Fluchtburg durch die alemannische Bevölkerung im Zeitraum vom 3. bis 5. Jahrhundert nach Christus vermuten. Ein Herrenhof im Bereich des Heubacher Schlosses und der Ulrichskirche kann etwa ab dem Jahr 700 vermutet werden. 

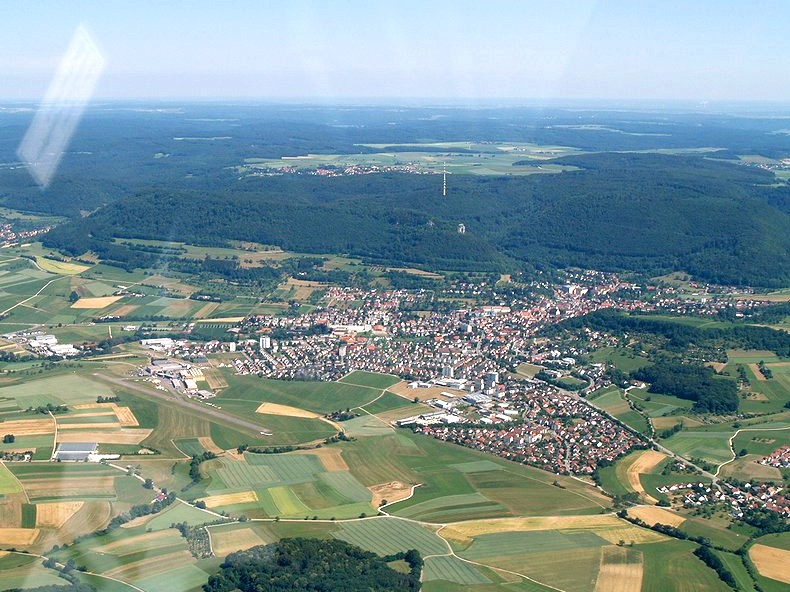
Heubach von Nordwesten aus mit Rosenstein und Fernmeldeturm, Luftaufnahme

Im Jahr 1234 wurde Heubach im Zusammenhang mit einem Ritter Hainricus de Hôbach erstmals urkundlich erwähnt. Auf dem Rosenstein befindet sich die Burgruine Rosenstein, diese wurde 1282 erstmals erwähnt. Ende des 13. Jahrhunderts kamen Heubach und der Rosenstein in den Besitz der Grafen von Oettingen, die den Besitz um 1358 an die Grafen von Württemberg verpfändeten. Das Stadtrecht besitzt Heubach seit 1334. Nach dem Sieg Kaiser Karls IV. gegen den württembergischen Grafen Eberhard den Greiner fielen Heubach und der Rosenstein 1360 an das Königreich Böhmen, gingen 1377 jedoch wieder als Pfandschaftsbesitz an Württemberg über, das mit dem Besitz um 1413 die Herren von Woellwarth belehnte. Georg von Woellwarth verließ 1524 Burg Rosenstein und erbaute in Heubach ein Schloss.

### Württembergische Zeit

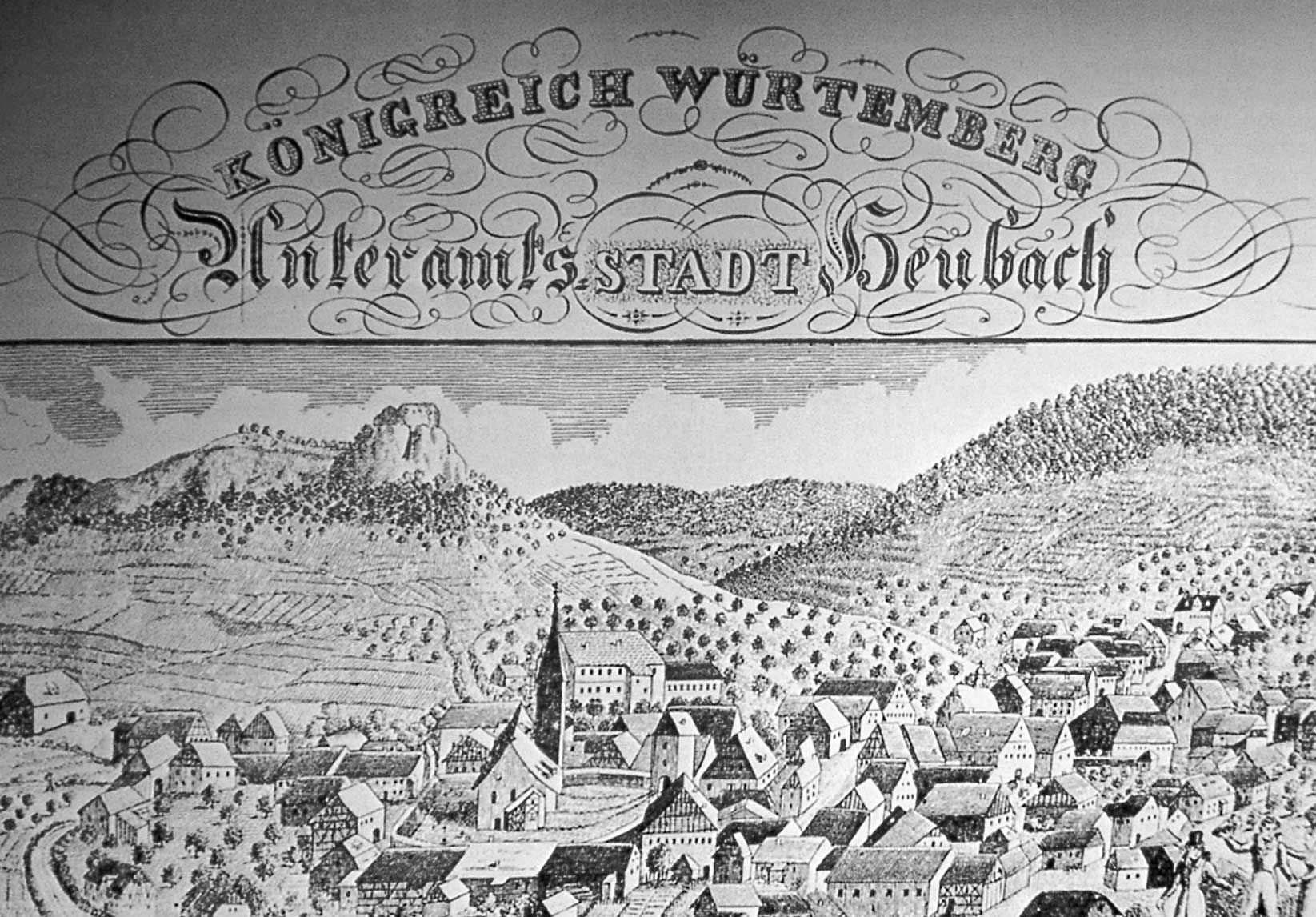
Heubach um 1830

1579 kaufte Herzog Ludwig von Württemberg Heubach und Rosenstein zurück und erhob Heubach zur Amtsstadt. 1581 wurde ein Rathaus errichtet. Im Dreißigjährigen Krieg sank die Bevölkerung auf zehn Personen, der Ort wurde auf Bestreben der württembergischen Regierung jedoch rasch wieder aufgebaut und wiederbesiedelt.
Vom 18. Jahrhundert an bestand das Oberamt Heubach, das am 25. April 1807 bei der Umsetzung der neuen Verwaltungsgliederung im 1806 gegründeten Königreich Württemberg mit dem Oberamt Gmünd zusammengelegt wurde.
Die Eröffnung der Remsbahn durch die Württembergischen Staatseisenbahnen im Jahr 1861 verschaffte zwar über den nahe gelegenen Bahnhof in Unterböbingen Zugang zu einem modernen Verkehrsmittel, aber erst durch die 1920 eröffnete Stichbahn Unterböbingen–Heubach erhielt die Stadt einen eigenen Bahnhof, der jedoch 1972 für den Personenverkehr stillgelegt wurde.
72 Heubacher Bürger fielen im Ersten Weltkrieg.

### NS-Zeit
Bereits 1932 wurde eine Ortsgruppe der NSDAP in Heubach gegründet. Bei der Reichstagswahl vom 5. März 1933 erhielt die NSDAP in Heubach 55,4 % (reichsweit: 43,9 %) der gültigen Stimmen, wohingegen das Zentrum mit 20,1 % (reichsweit: 14,0 %) und die SPD mit 5,4 % (reichsweit: 18,3 %) bei einer hohen Wahlbeteiligung (90,3 %) abschnitten. Auf einstimmigen Beschluss des Heubacher Gemeinderats vom 22. März 1933 war an den Reichskanzler Adolf Hitler sowie an den Reichspräsidenten Paul von Hindenburg jeweils die Ehrenbürgerschaft der Stadt Heubach – einem damaligen Trend folgend – verliehen worden, die nach dem Ende der NS-Diktatur jeweils wieder aberkannt wurde.
Mit den Verwaltungsreformen während der NS-Zeit in Württemberg wurde aus dem Oberamt 1934 der Kreis Gmünd und 1938 der neu umrissene Landkreis Schwäbisch Gmünd, zu dem seitdem auch Heubach gehörte. Bei der Volksabstimmung über das Staatsoberhaupt vom 19. August 1934 – der Reichspräsident Paul von Hindenburg war Anfang August 1934 86-jährig verstorben – gaben 1599 von 1670 Wahlberechtigten ihre Stimme ab. 97,3 % (reichsweit: 89,9 %) stimmten für die Zusammenlegung des Amtes des Reichspräsidenten mit dem des Reichskanzlers sowie 2,1 % (reichsweit: 10,1 %) dagegen.
Ab dem 1. Mai 1935 bildeten die ehemaligen Teilgemeinden Beuren, Buch und Heubach eine Gemeinde. Vom 1. März 1939 bis zu seinem Einzug in die Wehrmacht Ende 1943 war Wilhelm Gayer Bürgermeister der Stadt Heubach. Danach wurde Stadtbaumeister Mangold zum kommissarischen Bürgermeister ernannt. Stellvertretender Bürgermeister war zu dieser Zeit Wilhelm Braun.
Am 16. März 1944 kam es zu einem Luftgefecht zwischen dem deutschen Zerstörergeschwader 76 und einem US-Bomberverband über der Raumschaft um Heubach. Dabei wurden 26 deutsche Abfangjäger abgeschossen, zehn erlitten Bruchlandungen und drei amerikanische B-17-Bomber stürzten zwischen Heubach und Mögglingen ab. Die verstorbenen Besatzungen wurden auf dem Friedhof in Heubach beigesetzt und später auf einen Soldatenfriedhof überführt.
Der Stadt Heubach kam eine Schlüsselstellung in der deutschen Verteidigung des Albaufgangs zu. Das führte in Folge der Weigerung des Militärs zur friedlichen Übergabe, die zeitweilig von der SS mit der Androhung von Waffengewalt durchgesetzt wurde, kurz vor Ende des Zweiten Weltkriegs dazu, dass Heubach am 23. April und in der Nacht zum 24. April 1945 von US-amerikanischer Artillerie aus Richtung Igginger Höhe und Mögglingen beschossen wurde. Dabei kamen insgesamt fünf Personen zu Tode, drei Heubacher wurden zum Teil schwer verletzt. Viele Bewohner flüchteten daraufhin in Luftschutzstollen rund um den Rosenstein und am Sand sowie nach Beuren. Hierhin hatten sich allerdings auch einige „Werwölfe“ im jugendlichen Alter zurückgezogen, die fanatisiert den aussichtslosen Kampf gegen die vorrückenden US-amerikanischen Truppen aufnehmen wollten. Ein 15-jähriges Mitglied der Organisation Werwolf starb im Rahmen dieser Rückzugsgefechte.
Schon am 22. April 1945 wurde der Volkssturm Heubach in Richtung Ulm in Bewegung gesetzt. Da der kommissarische Bürgermeister Mangold am Abend des 23. April 1945 durch einen Granatsplitter schwer am Bein verletzt und von Mitgliedern der SS bewacht wurde, sicherte der stellvertretende Bürgermeister Wilhelm Braun am frühen Morgen des 24. April 1945 – nachdem die Wehrmacht schließlich abgezogen war – die friedliche Übergabe der Stadt den Alliierten zu. So entging Heubach nur knapp den drohenden Bombardements durch die bereits angeforderten und sich in der Luft befindlichen US-Luftstreitkräfte. Am Morgen des Dienstags, den 24. April 1945, gegen 10:00 Uhr wurde Heubach unter gehissten Weißen Flaggen von US-amerikanischen Truppen mithilfe von vier Panzern der 10. US-Panzer-Division von der Böbinger Straße kommend eingenommen und befreit. Durch Beuren und über das Bargauer Kreuz zogen die US-amerikanischen Truppen schließlich weiter auf das Albhochland in Richtung Ulm.

### Nachkriegszeit
Als Teil der amerikanischen Besatzungszone gehörte die Stadt Heubach ab dem 19. September 1945 dem neu gegründeten Land Württemberg-Baden an, das 1952 im jetzigen Bundesland Baden-Württemberg aufging.
Die Kreisreform 1973 schlug die Stadt dem neuen Ostalbkreis zu. Zwischen 1982 und 1983 erschloss man das Baugebiet Rodelwiesen und begann mit der Stadtkernsanierung. Das 750-jähriges Bestehen feierte Heubach ein Jahr später. 1998, 2003 und 2008 erhielt die Stadt die Auszeichnung Kinder-und jugendfreundliche Stadt im Ostalbkreis. 2013 folgte die Auszeichnung Wohnort für Fach- und Führungskräfte. 2014 wurde das Baugebiet Jägerstraße II realisiert.

### Eingemeindungen
Im Zuge der Gebietsreform wurde zum 1. Januar 1971 die zuvor selbstständige Gemeinde Lautern eingemeindet.

## Religionen
Neben der evangelischen St.-Ulrich-Kirche und der römisch-katholischen St.-Bernhard-Kirche gibt es in Heubach auch eine Evangelisch-Freikirchliche Gemeinde sowie die Ulu-Moschee des Türkisch-Islamischen Kulturvereins Heubach und Umgebung e. V.

## Politik

### Verwaltungsgemeinschaft
Heubach ist Sitz der Verwaltungsgemeinschaft Rosenstein, dem die Gemeinden Bartholomä, Böbingen an der Rems, Heuchlingen und Mögglingen angehören. Die Verwaltungsgemeinschaft Rosenstein übernimmt für die Mitgliedsgemeinden zum Beispiel Aufgaben wie die Haushaltsplan- und Abgabengeschäfte mit den Steuerangelegenheiten, die Kassen- und Rechnungsgeschäfte, aber auch die Herausgabe des gemeinsamen Amtsblatts. Verbandsvorsitzender ist der Bürgermeister der Stadt Heubach. Den Verwaltungsrat bilden die Bürgermeister der Mitgliedsgemeinden. Die Gemeinde- bzw. Stadträte entsenden aus ihrer Mitte gewählte Vertreter in die Verbandsversammlung.

### Gemeinderat
Dem Heubacher Gemeinderat besteht aus gewählten ehrenamtlichen Mitgliedern, deren Amtszeit fünf Jahre beträgt, und dem Bürgermeister als ebenfalls stimmberechtigtem Vorsitzenden. Er wird nach dem Verfahren der unechten Teilortswahl gewählt, wobei drei Mandate aus dem Teilort Lautern besetzt werden. Seit der letzten Wahl am 9. Juni 2024 gehören ihm derzeit 22 gewählte Mitglieder an. Die Sitze verteilten sich auf die einzelnen Parteien und Wählergruppierungen wie folgt (die Veränderungen beziehen sich jeweils auf das Ergebnis der vorigen Wahl 2019):
| Fraktion                | Wahlergebnis       | +/− Pp.            | Sitze              | +/−                |
| ----------------------- | ------------------ | ------------------ | ------------------ | ------------------ |
| CDU                     | 35,0 %             | + 8,9              | 9                  | + 3                |
| Unabhängige Bürger (UB) | 41,1 %             | + 9,0              | 8                  | + 1                |
| Bürgerliste (BL)        | 23,9 %             | − 8,5              | 5                  | − 2                |
| SPD                     | –                  | –                  | 0                  | − 2                |
| Gesamt                  | 100 %              | –                  | 22                 | –                  |
| Wahlbeteiligung         | 55,4 % (+ 0,8 Pp.) | 55,4 % (+ 0,8 Pp.) | 55,4 % (+ 0,8 Pp.) | 55,4 % (+ 0,8 Pp.) |

1. ↑  2024 nicht angetreten.

| Parteien und Wählergemeinschaften | % 2019 | Sitze 2019 | % 2014 | Sitze 2014 |
| --------------------------------- | ------ | ---------- | ------ | ---------- |
| Bürgerliste (BL)                  | 32,4   | 7 Sitze    | 27,5   | 6 Sitze    |
| Unabhängige Bürger (UB)           | 32,0   | 7 Sitze    | 29,1   | 7 Sitze    |
| CDU                               | 26,0   | 6 Sitze    | 34,1   | 8 Sitze    |
| SPD                               | 9,5    | 2 Sitze    | 9,3    | 2 Sitze    |

Im Teilort Lautern besteht darüber hinaus ein Ortschaftsrat.
Im Januar 2024 wurde zudem erstmalig ein Jugendparlament eingerichtet, dem 16 gewählte Jugendliche für eine Amtszeit von zwei Jahren angehören. Das Wahlrecht besitzen Schüler der Heubacher Schulen ab der fünften Klasse sowie Jugendliche mit Wohnsitz in Heubach im Alter von 14 bis 21 Jahren. Das Gremium besitzt ein Beteiligungsrecht an Planungen und Vorhaben der Stadt, die die Interessen von Kindern und Jugendlichen berühren.

### Bürgermeister
- 1986–2011: Klaus Maier (SPD)
- 2012–2021: Frederick Brütting (SPD)
- seit Dezember 2021: Joy A. Alemazung[32] (CDU)

### Wappen
| Wappen der Stadt Heubach | Blasonierung: „Unter goldenem (gelbem) Schildhaupt, darin eine schwarze Hirschstange, in Blau zwei schräg gekreuzte goldene (gelbe) Heuliecher (Heuhaken).“ |
| Wappen der Stadt Heubach | Wappenbegründung: Die im volksetymologischen Sinne „redenden“ Heuhaken waren im ältesten, in einem Abdruck von 1479 belegten Siegel noch ohne die württembergische Hirschstange zu sehen gewesen. Seit dem 16. Jahrhundert wurde auch die letztere – teils mit, teils ohne Schildhaupt – als Herrschaftszeichen im Stadtwappen abgebildet. Nachdem die Heuhaken zeitweilig auch silbern tingiert worden waren, setzten sich die jetzigen Wappenfarben samt dem Schildhaupt endgültig durch. |

### Städtepartnerschaften
Heubach unterhält partnerschaftlichen Beziehungen zu folgenden Städten:
- Laxou in Frankreich, seit 1964
- Waidhofen an der Thaya in Österreich, seit 1982
- Lauscha in Thüringen, seit 1990
- Anderamboukane in Mali, seit 2008

#### Laxou (Frankreich)
Am 22. Januar 1963 unterschrieben Bundeskanzler Konrad Adenauer und der französische Staatspräsident Charles de Gaulle den deutsch-französischen Freundschaftsvertrag. Im selben Jahr begannen die ersten Kontakte zwischen Heubach und Laxou bei Nancy in Lothringen. Am 26. September 1964 konnte anlässlich einer feierlichen Veranstaltung die Städtefreundschaftsurkunde unterzeichnet werden. Der Europarat verlieh 1976 den beiden Städten die hohe Auszeichnung der Ehrenfahne des Europarats in Anerkennung ihrer besonderen Leistungen für die Völkerverständigung. Zahlreiche Kontakte und Freundschaften sind in den letzten Jahrzehnten entstanden. Das 50. Jubiläum wurde 2014 in Heubach gefeiert.

#### Waidhofen an der Thaya (Österreich)
Durch Verbindungen von heimatvertriebenen Mitbürgern trat Heubach 1982 mit der österreichischen Stadtgemeinde Waidhofen an der Thaya (nahe der tschechischen Grenze) in Kontakt. Am 15. Mai 1982 wurde diese Partnerschaft mit einer Verschwisterungsurkunde besiegelt.

#### Lauscha (Thüringen)
Durch die bereits jahrelang bestehenden Kontakte der evangelischen Kirchengemeinde zur Glasbläserstadt Lauscha in der ehemaligen DDR angestoßen, besiegelte die Stadt Heubach ihre dritte Partnerschaft am 1. September 1990 in Heubach. Die Gegenzeichnung der Partnerschaftsurkunde fand am 3. Oktober 1990, dem Tag der Wiedervereinigung, in Lauscha statt.

#### Anderamboukane (Mali)
Anderamboukane liegt im Südosten von Mali, nahe der Grenze zu Niger. Die Einwohnerzahl beträgt ca. 26.000, die Gemarkungsfläche ca. 9.000 km² (Baden-Württemberg 35.751,46 km²). Der Gemeinderat besteht aus 23 Mitgliedern, Sitzungen finden alle drei Monate statt. In Anderamboukane leben hauptsächlich Tuareg.
Viele beschäftigen sich als Viehzüchter (Esel, Ziegen, Kamele, Schafe und Rinder), angebaut wird vor allem Hirse und Bohnen. Durch den angrenzenden Teich spielt auch die Fischzucht eine Rolle. Handwerker fertigen Waren aus Silber, Holz, Eisen und Tierfellen. Die natürlichen Grundlagen wie Bodenbeschaffenheit, Witterung und Topografie sind äußerst ungünstig. Das Vorrücken der Wüste gefährdet die Lebensgrundlage der Bewohner. Das gesamte Land ist vom Regen sehr abhängig, denn die Nahrungsgrundlage besteht aus der eigenen Ernte. Ausbleibender Regen hat gravierende Folgen.
Bereits im Jahr 2000 hat Heubachs französische Partnerstadt Laxou Kontakte mit Anderamboukane geknüpft. Inzwischen wurden einige Projekte gefördert und auch vor Ort realisiert. Die Stadt Heubach und ihre Bürger unterstützen die Menschen in Anderamboukane im Schulwesen, Gesundheitsbereich, in der Landwirtschaft und im täglichen Leben. Die Projekte werden von den Einwohnern Anderamboukanes selbst organisiert und getragen. Die Stadt Heubach hat bei der Raiffeisenbank Rosenstein und bei der Kreissparkasse Ostalb jeweils ein Spendenkonto für Anderamboukane eingerichtet.
Am Neujahrestag des Jahres 2015 wurde Bürgermeister Aroudeiny Ag Hamatou bei einem Überfall von Rebellen so schwer verletzt, dass er zwei Tage später seinen Verletzungen erlag. Heubach trauerte mit seiner Partnerstadt.

## Kultur und Sehenswürdigkeiten
Heubach liegt am Schwäbische-Alb-Nordrand-Weg, einem Fernwanderweg, der an vielen Sehenswürdigkeiten vorbeiführt. Außerdem führt der Jakobsweg durch das Heubacher Stadtgebiet.

### Museen
In Zusammenarbeit mit den Unternehmen Triumph International und SUSA entstand 1974 das Heimat- und Miedermuseum im Heubacher Schloss, welches bis heute das einzige Museum seiner Art in Deutschland ist.
Im Heubacher Polizeirevier befindet sich das Polizeimuseum, welches aus einer privaten Sammlung eines Polizeibeamten entstanden ist. Dort sind Gegenstände aus dem örtlichen Polizeiwesen seit 1853 ausgestellt. Das Museum öffnet nach Vereinbarung.

### Bauwerke und Sehenswürdigkeiten

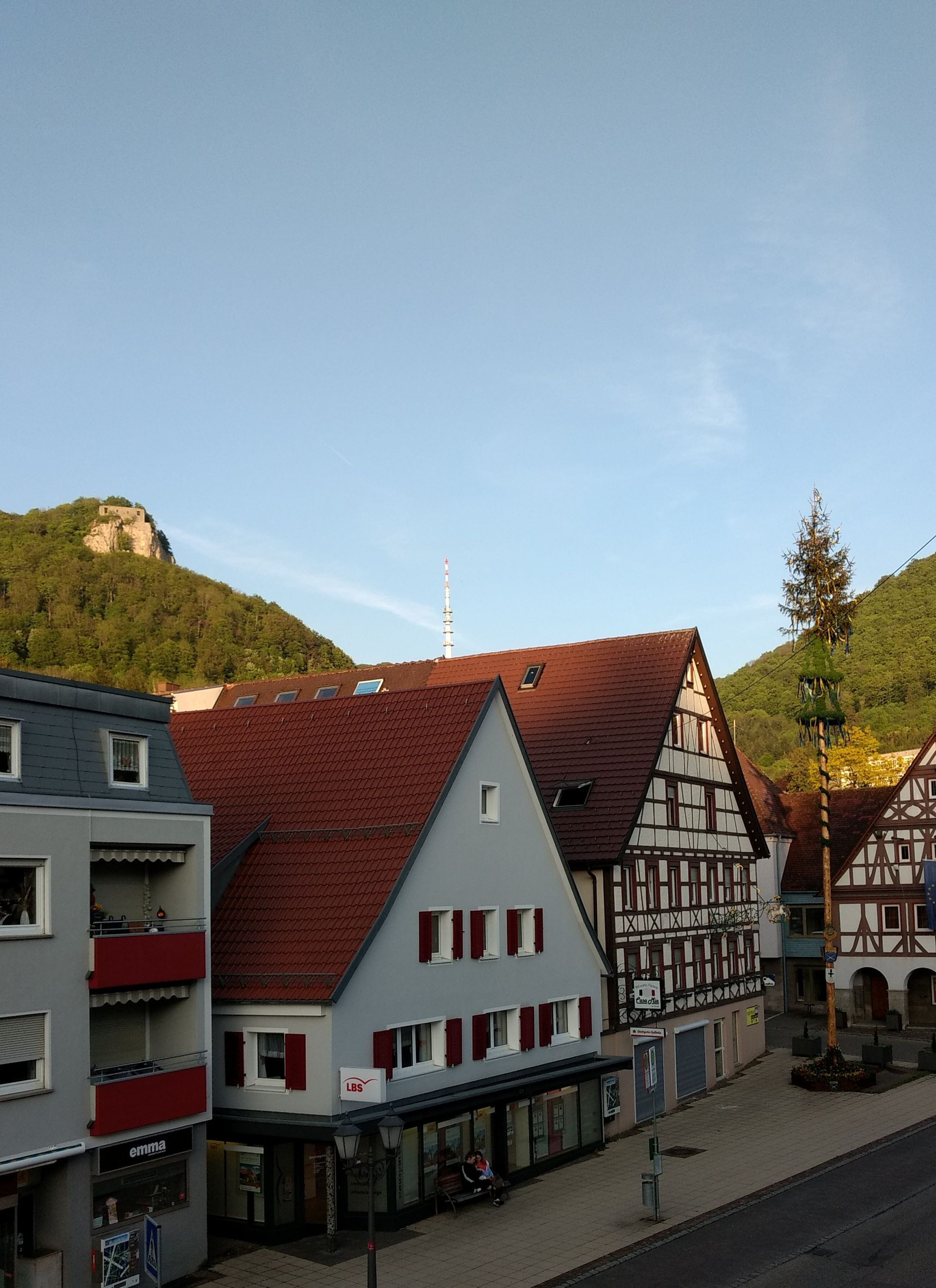
Fachwerkhäuser in der Stadtmitte und die Ruine Rosenstein, 2019

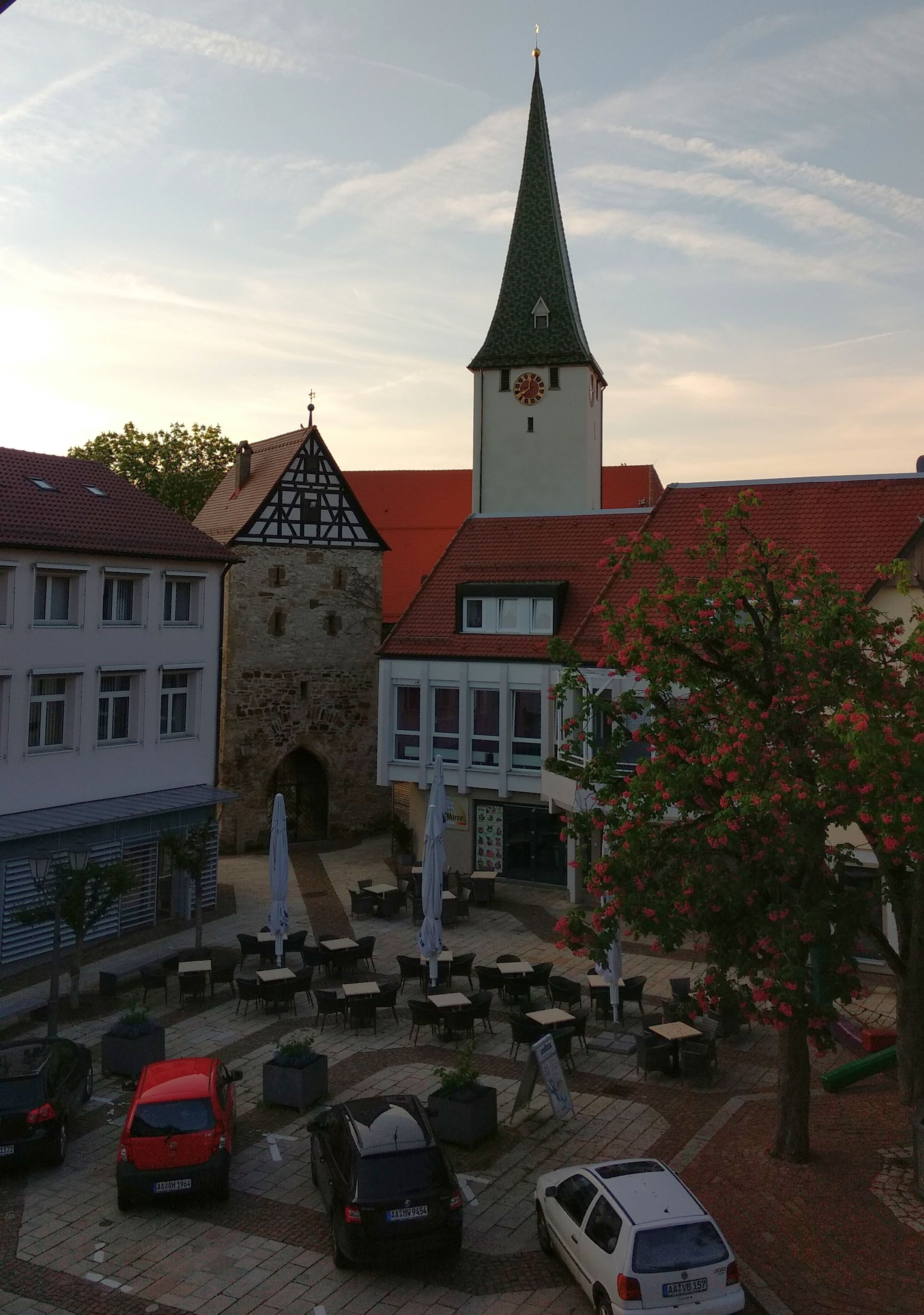
Evangelische Pfarrkirche St. Ulrich und Blockturm

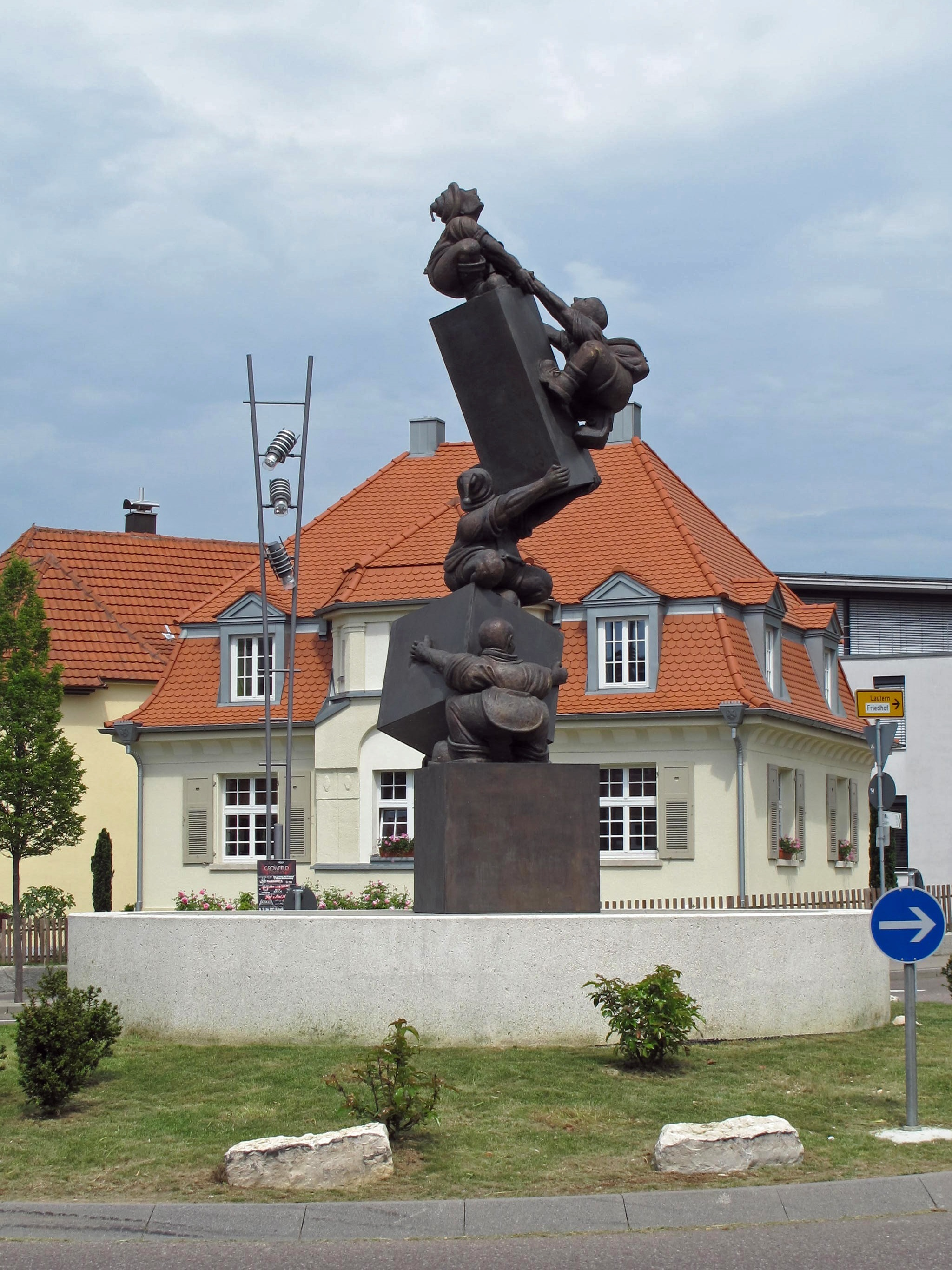
Andreas Futter: „Zuversicht“, Bronze, 2009

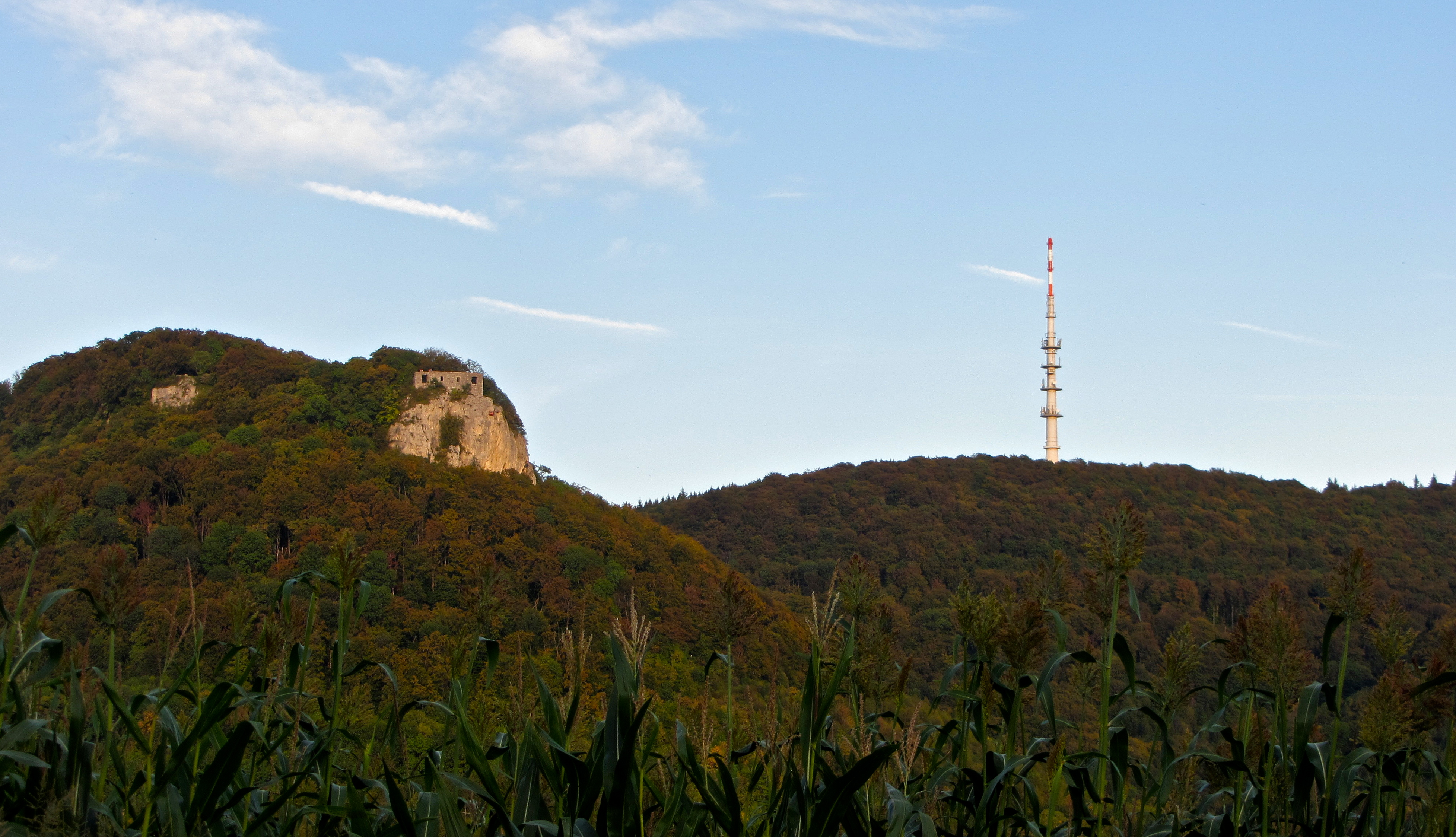
Fernmeldeturm und Ruine

Ein Ensemble mehrerer Fachwerkgebäude bildet den Stadtkern von Heubach. Sehenswert sind das Rathaus von 1581, der Marktbrunnen von 1777, der Blockturm von 1473, ein Torturm des einst ummauerten Kirchhofes, sowie die evangelische Stadtkirche von 1581. Sie war ursprünglich eine romanische Basilika mit gemaltem Passionszyklus. Das Woellwarthsche Schlossgebäude aus dem Jahr 1524 wurde in den 1990er Jahren aufwendig saniert. Mit seinen Kunstschätzen und als Bauwerk ist es eines der prägnantesten Bauwerke in Heubach. Das Gebäude beherbergt die Stadtbibliothek und das Heimat- und Miedermuseum. Seit Dezember 2008 befindet sich das historische Klassenzimmer im Heubacher Schloss. Im Jahr 2018 gab die Stadtverwaltung bekannt, das Schloss in den kommenden Jahren erneut zu sanieren. Im Zuge der Sanierung sollen alle im Schloss befindlichen Einrichtungen vorübergehend aus dem Schloss ausziehen. Das historische Klassenzimmer soll anschließend nicht wieder zurückkehren.
Auf dem Glasenberg befindet sich der 142 Meter hohe Fernmeldeturm Heubach, der neben Antennen für die Abstrahlung von Fernseh- und Rundfunkprogrammen auch über eine Aussichtsplattform verfügt, die aber nur zeitweise für Besucher geöffnet ist.
Bemerkenswert ist außerdem das Evangelische Gemeindehaus mit Glasarbeiten von Albrecht Pfister.
2009 wurde auf der Insel des Kreisverkehrs an der Hauptstraße die Großplastik „Zuversicht“ des Bildhauers Andreas Futter aufgestellt.

#### Rosenstein
Markant für Heubach ist der Rosenstein mit seiner über dem Ort thronenden Burgruine Rosenstein und seinen vielen Höhlen.

#### Naturdenkmale
→ Liste der Naturdenkmale in Heubach

### Regelmäßige Veranstaltungen
Seit 1984 fand jährlich im Juli in der Stellung unterhalb des Rosensteins das Festival „Umsonst und draußen“ statt. Es wurde von vielen freiwilligen Helfern organisiert und durchgeführt. Auf einem Fußballplatz bestand die Möglichkeit, zu zelten. Im Jahr 2009 fand das Festival nach 25 Jahren zum letzten Mal statt. Seit 2012 veranstaltet der Verein QLTourRaum stattdessen das New Pig Festival in der Stellung. Außerdem organisiert die Gruppe im Winter das Festival „Umsonst und Drinnen“ im Vereinszentrum Übelmesser.
Das jährlich stattfindende Heubacher Mountainbikefestival „Bike the Rock“ begann 2001 als Hobby-Mountainbike-Rennen. Bereits drei Jahre später wurde ein Bundesligarennen in der höchsten Klassifikation, dem E1-Status, durchgeführt. Die Veranstaltung wuchs Jahr für Jahr und 2006 erhielt sie vom internationalen Bikeverband UCI den Horse-Class-Status (HC) verliehen. Im Bereich Cross Country finden weiterhin Rennen im Hobby- und Lizenzbereich statt. Ebenfalls 2006 wurde die Disziplin Trial beim „Bike the Rock“ eingeführt. Seit 2011 ist der „European Trial Contest“ ein fester Bestandteil des Festivals und es wurden schon einige Weltrekorde für das Guinnessbuch aufgestellt. 2007 wurde das Downhill Hobbyrennen eingeführt. 2016 wurde für Hobbysportler der Bikemarathon eingeführt. In jenem Jahr fand auch erstmals das Kids-Race statt, bei dem sich die Kindergärten in einem Staffelrennen messen konnten.
Alle drei Jahre findet in Heubach das traditionelle Kinderfest statt, Dabei ziehen die Heubacher Kinder (Kindergärten und Schulen) in einem Festzug vom Postplatz zur "Stellung". Über den Pionierweg geht es hinauf zum Kinderfestplatz zwischen dem Glasenberg und dem Heidenburren. Das erste Kinderfest fand 1820 noch unter dem Namen Maienfest statt.
Neben dem Kinderfest gibt es im Sommer noch einen Höhepunkt für die kleinen Heubacher: Jedes Jahr verwandelt sich die Stellung für zwei Wochen in die Spielstadt „Kidstown“. Hier können die Kinder verschiedene Berufe ausprobieren, ihren eigenen Gemeinderat und Bürgermeister wählen. Beide zusammen können dann Gesetze erlassen, die für die Kinder und ihre Betreuer gelten. Die erste Kidstown fand im Jahr 1999 statt.
Jährlich findet im Sommer (Ende Juli) das Heubacher Stadtfest (früher: Straßenfest) mit abendlichem Feuerwerk statt.
Das Wasser-mit-Geschmack-Festival (kurz WmG Festival) ist ein jährlich Ende August in Heubach stattfindendes Festival für Kunst und Elektromusik, das 2013 durch die Initiative örtlicher Jugendlicher entstand und sich bis zum Jahr 2015 mit 2100 Besuchern zu einem der größten Elektromusikfestivals in Süddeutschland entwickelte. 2024 feierten 3500 Besucher das 10. Festival-Jubiläum am 24. August mit dem Motto „zurück in die Zukunft“ und Acts wie Exit Coda, Sarah Pederzani und Fejká.

## Wirtschaft und Infrastruktur

### Verkehr
Heubach liegt zwar etwas abseits der großen Verkehrswege, aber die benachbarten Orte Böbingen an der Rems und Mögglingen sind sowohl mit der Remsbahn (stündliche Verbindung nach Stuttgart und Aalen) als auch über die Bundesstraße 29 erreichbar. Durch Heubach führt die direkte Straßenverbindung von Schwäbisch Gmünd nach Heidenheim an der Brenz.
Von 1920 bis 1975 hatte Heubach durch die Heubachbahn einen Bahnanschluss nach Böbingen an der Rems zur Remsbahn. Der Personenverkehr wurde am 1. Oktober 1972 und der Güterverkehr 1975 eingestellt.
Heubach ist über den Stadtbus der Stadt Schwäbisch Gmünd (Stadtbus Gmünd) an den öffentlichen Personennahverkehr angebunden.
Im Norden der Stadt liegt der Verkehrslandeplatz Heubach.

### Ansässige Unternehmen
Die SUSA-Vertriebs-GmbH + Co wurde am 1. März 1859 von Gottfried Schneider gegründet. Am Hauptsitz in Heubach werden bis heute Miederwaren, Dessous und Bademoden produziert und vertrieben.

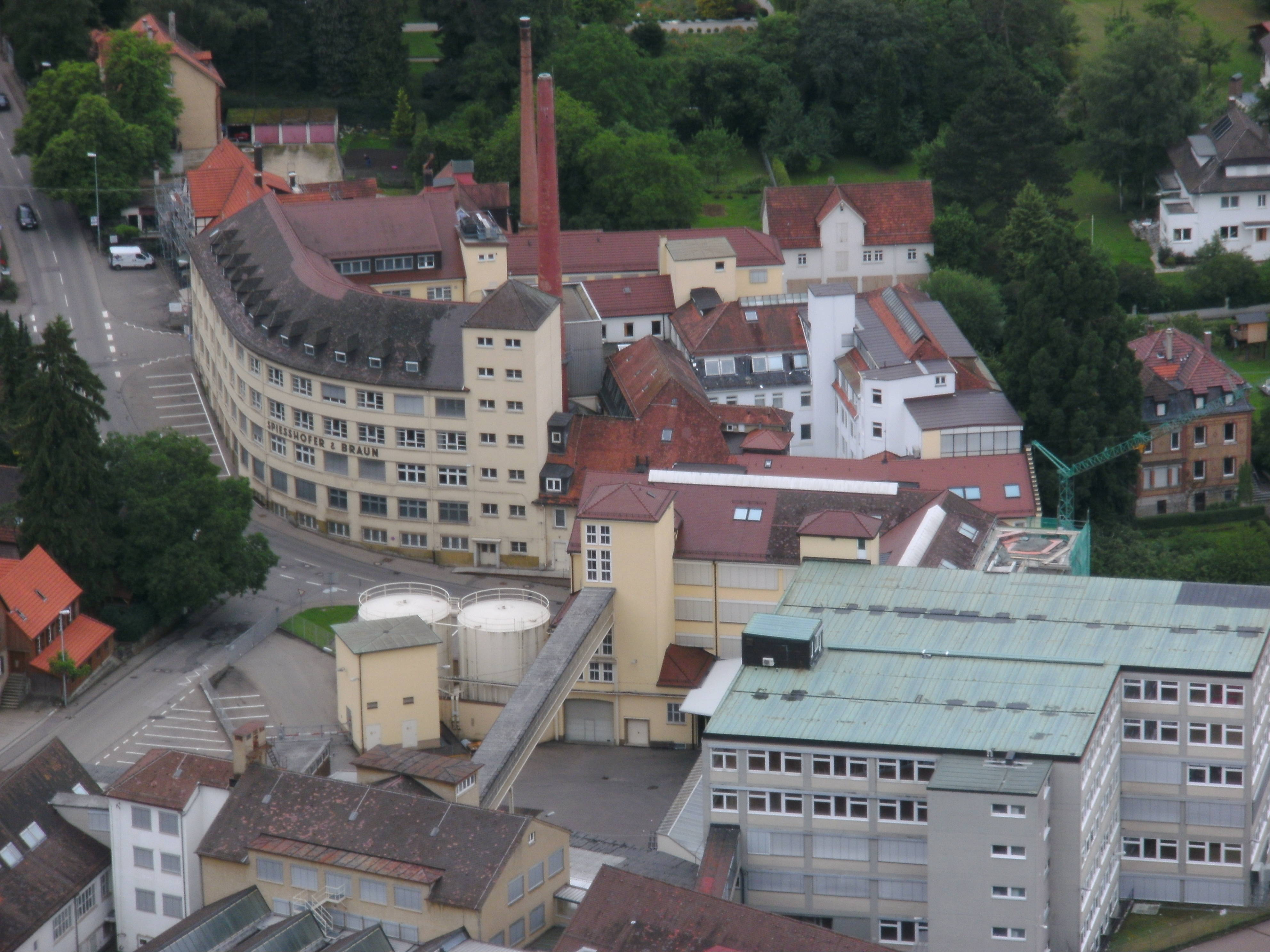
Gebäudekomplex Spiesshofer & Braun von der Ruine Rosenstein aus gesehen

Triumph International wurde 1886 von Johann Gottfried Spießhofer und Michael Braun als Spießhofer & Braun in Heubach gegründet. Der Hersteller von Damen- und Herrenunterwäsche, Freizeit- und Hausbekleidung ist heute weltweit tätig und noch in Heubach ansässig, die Konzernzentrale des noch immer in Familienbesitz befindlichen Unternehmens befindet sich seit 1977 allerdings in Bad Zurzach in der Schweiz.
Eng verbunden mit der Geschichte der Stadt ist auch die Entwicklung der Hirschbrauerei Heubach. Chronisten führen ihre Entstehung auf die Zeit um 1600 zurück, urkundlich nachgewiesen ist jedoch, dass die „älteste Braustatt“ bis 1725 bereits brauen und Bier ausschenken durfte, jedoch erst am 2. Mai des gleichen Jahres die Konzession zur Schildwirtschaft mit dem Schild „Zum Hirsch“ verliehen erhielt. Zu dieser Zeit war die Familie Jakob Hornegger Eigentümerin der Brauerei zum Hirsch. 1874 übernahm Leonhard Johann Mayer die Heubacher Brauerei, die seither im Familienbesitz ist.

### Bildung
In Heubach gibt es mit der Schillerschule eine Grund- und Hauptschule mit Werkrealschule, zudem eine Realschule, das Rosenstein-Gymnasium und mit der Mörikeschule eine Förderschule. Eine weitere Grundschule befindet sich im Ortsteil Lautern. Drei römisch-katholische, zwei evangelische und drei städtische Kindergarten, darunter ein Naturkindergarten, runden das Bildungsangebot ab.
Überregionale Bedeutung hat das Schriftgut-Archiv Ostwürttemberg im Stadtteil Lautern. Es gilt als das größte private Literaturarchiv in Deutschland.
Außerdem gibt es die Musikschule Rosenstein, eine Einrichtung der Verwaltungsgemeinschaft Rosenstein mit Sitz in Heubach. Sie wurde 1974 gegründet. Schon mehrmals waren junge hier ausgebildete Musiker bei den Bundes- und Landeswettbewerben „Jugend musiziert“ erfolgreich.

## Sonstiges
In Heubach wurde 1981 die Theater- und Comedygruppe Die kleine Tierschau von den Schulfreunden Michael Gaedt, Michael Schulig und Ernst Mantel gegründet.
Der Ortsneckname für die Heubacher Bürger lautet „Mondstupfler“. Dies geht auf eine alte Sage der Stadt Heubach zurück, wonach die Heubacher vor vielen Jahren bei Nacht auf den Rosenstein stiegen, um den Mond mit langen Stangen vom Himmel zu holen. Im Wappen der früher über die Gegend herrschenden Woellwarths kommt ein weißer Halbmond auf rotem Grund vor. Eine Verbindung dieses Familienwappens zum Namen „Mondstupfer“ wird vermutet, kann aber nicht zweifelsfrei belegt werden.

### Ehrenbürger der Stadt Heubach
- Eduard-Hermann Ströle (1821–1896), Ehrenbürger 1894 für seine Verdienste während 26-jähriger Tätigkeit als Lehrer und seiner Tätigkeit als Vorstand des Turnvereins
- Theodor Viktor Jäger (1840–1924), Ehrenbürger 1900 für seine Verdienste als langjähriger Stadtpfarrer
- Julius Schneider (1862–1923), Ehrenbürger 1920 für seine Verdienste als Unternehmer der Firma Schneider & Sohn AG (SUSA-Vertriebs-GmbH + Co) sowie für seine Bemühungen um den Bahnanschluss durch die Heubachbahn
- Franz Keller (1852–1938), Ehrenbürger 1927 für seine Verdienste in über 50-jähriger Tätigkeit als Arzt und Förderer des Fremdenverkehrs
- Michael Braun (1866–1954), Ehrenbürger 1936 für seine Verdienste als Unternehmer und Mitbegründer der Firma Spießhofer & Braun heute Triumph International
- Fritz Spießhofer (1886–1968), Ehrenbürger 1954 für seine Verdienste als Unternehmer (Triumph International) sowie Freund und Förderer der Kultur und Vereine
- Karl Unfried (1922–2007), Ehrenbürger 2002 für seine Lebensleistung, Unternehmer, 38 Jahre Gemeinderat, Feuerwehrkommandant, Ehrenbürger der Stadt Laxou, Träger der Henry-Dunant-Medaille, Mitglied und Förderer vieler regionaler Vereine.[49]
- Dieter Braun, Ehrenbürger 2011
- Günther Spiesshofer (1936–2013), Ehrenbürger 2011 für seine Verdienste als Gesellschafter und ehemaliger Geschäftsführender Gesellschafter der Triumph International Spiesshofer & Braun KG[50]
- Gerhard Kolb, Ehrenbürger 2010 in Würdigung seiner Verdienste als ehrenamtlicher Stadtarchivar
- Herta Hörmann (1910–1993), Ehrenbürgerin für ihre Verdienste als Unternehmerin der Firma SUSA-Vertriebs-GmbH + Co
- Klaus Maier (* 1956), Ehrenbürger 2019 für seine Verdienste als Bürgermeister der Stadt Heubach von 1986 bis 2011[51]
- Bernhard Deininger, Ehrenbürger 2023 für seine Verdienste um die Ortschaft Lautern und die Stadt Heubach

### Ehrenbürger der Gemeinde Lautern
- Alois Dangelmaier (1889–1978), Ehrenbürger 1967 aus Anlass seiner Verdienste und seines 50-jährigen Priesterjubiläums

### Söhne und Töchter der Stadt
- Johann Michael Braun (1866–1954), Unternehmer
- Walter Gröner (* 1950), Schriftsteller
- Hede Beck (* 1958), Schauspielerin und Synchronsprecherin
- Max Schiefele, alias „Maxxess“ (* 1962), Elektronic-Rock-Musiker
- Stefan Hering (* 1972), Film- und Fernsehregisseur
- Max Heinzelmann (1990–2017), deutscher Pokerspieler
- Johannes Ziegler (1842–1907), Pädagoge, Lehrer, Schriftsteller, diakonischer Unternehmer